# Serie A 2007 (Ecuador)
La Serie A 2007 fu la 49ª edizione del torneo.
La prima fase partì il 2 febbraio 2007 e la seconda il 13 luglio. Vincitore fu la LDU Quito (giunta al suo nono titolo), retrocesse lo Sporting Club Imbabura.

## Partecipanti
| Città     | Stadio                                 | Squadra           | Capacità |
| --------- | -------------------------------------- | ----------------- | -------- |
| Guayaquil | Estadio Monumental Isidro Romero Carbo | Barcelona SC      | 89,932   |
| Quito     | Estadio La Casa Blanca                 | LDU Quito         | 55,104   |
| Quito     | Estadio Olímpico Atahualpa             | El Nacional       | 41,000   |
| Quito     | Estadio Olímpico Atahualpa             | Deportivo Quito   | 41,000   |
| Guayaquil | Estadio George Capwell                 | Emelec            | 32,000   |
| Cuenca    | Estadio Alejandro Serrano Aguilar      | Deportivo Cuenca  | 22,102   |
| Ambato    | Estadio Bellavista                     | Macará            | 22,000   |
| Riobamba  | Estadio Olímpico de Riobamba           | Olmedo            | 20,000   |
| Ibarra    | Estadio Olímpico de Ibarra             | Imbabura          | 17,200   |
| Azogues   | Estadio Municipal Jorge Andrade Cantos | Deportivo Azogues | 9,000    |

## Formula
Fu identico a quello introdotto del 2005. Si componeva di tre fasi:
Prima Fase (Primera Etapa)

Le 10 compagini giocavano in un torneo di 9 gare d'andata e ritorno. Le prime tre erano qualificate alla fase finale, e partivano con punti bonus (3 alla prima classificata, 2 alla seconda e 1 alla terza). La vincente era qualificata per la Copa Sudamericana 2007.
Seconda Fase (Segunda Etapa)

Identica alla prima, con le prime tre qualificate con i bonus. Se un team si riqualificava, si guardava la prima non qualificata ed essa accedeva alla fase finale, pur senza bonus. La vincitrice della fase passava alla Copa Sudamericana 2008. Alla fine delle due fasi, la squadra con meno punti retrocedeva in B.
Liguilla Final

La Liguilla Final è un torneo che comprende i 6 qualificati. La squadra vincitrice si laureava campione e, con la seconda, accedeva alla fase a gironi della Copa Libertadores 2008, mentre la terza entrava nel turno preliminare.

## Classifiche

### Prima fase
| Pos | Squadra     | G  | V  | N | S  | GF | GS | DR  | P  | Note                                    |
| --- | ----------- | -- | -- | - | -- | -- | -- | --- | -- | --------------------------------------- |
| 1   | Olmedo      | 18 | 11 | 4 | 3  | 27 | 15 | +12 | 37 | Qualificata alla Copa Sudamericana 2007 |
| 2   | Cuenca      | 18 | 10 | 2 | 6  | 26 | 19 | +7  | 32 |                                         |
| 3   | LDU Quito   | 18 | 8  | 4 | 6  | 36 | 26 | +10 | 28 |                                         |
| 4   | Azogues     | 18 | 8  | 4 | 6  | 26 | 26 | 0   | 28 |                                         |
| 5   | El Nacional | 18 | 8  | 3 | 7  | 37 | 27 | +10 | 27 |                                         |
| 6   | D. Quito    | 18 | 5  | 6 | 7  | 21 | 26 | -5  | 21 |                                         |
| 7   | Barcelona   | 18 | 5  | 5 | 8  | 19 | 28 | -9  | 20 |                                         |
| 8   | Imbabura    | 18 | 5  | 5 | 8  | 21 | 33 | -12 | 20 |                                         |
| 9   | Macará      | 18 | 5  | 3 | 10 | 25 | 31 | -6  | 18 |                                         |
| 10  | Emelec      | 18 | 4  | 6 | 8  | 23 | 30 | -7  | 18 |                                         |

|  | Qualificate alla Liguilla Final |

### Seconda fase
| Pos | Squadra     | G  | V  | N | S | GF | GS | DR  | P  | Note                                    |
| --- | ----------- | -- | -- | - | - | -- | -- | --- | -- | --------------------------------------- |
| 1   | LDU Quito   | 18 | 10 | 3 | 5 | 28 | 11 | +17 | 33 | Qualificata alla Copa Sudamericana 2008 |
| 2   | El Nacional | 18 | 9  | 5 | 4 | 24 | 18 | +6  | 32 |                                         |
| 3   | D. Quito    | 18 | 9  | 2 | 7 | 22 | 15 | +7  | 29 |                                         |
| 4   | Emelec      | 18 | 8  | 2 | 8 | 23 | 21 | +2  | 26 |                                         |
| 5   | Azogues     | 18 | 7  | 3 | 8 | 20 | 25 | +5  | 24 |                                         |
| 6   | Barcelona   | 18 | 7  | 3 | 8 | 19 | 25 | -6  | 24 |                                         |
| 7   | Olmedo      | 18 | 5  | 7 | 6 | 13 | 15 | -2  | 22 |                                         |
| 8   | Macará      | 18 | 5  | 6 | 7 | 21 | 25 | -4  | 21 |                                         |
| 9   | Cuenca      | 18 | 5  | 4 | 9 | 22 | 25 | -3  | 19 |                                         |
| 10  | Imbabura    | 18 | 4  | 7 | 7 | 18 | 30 | -12 | 19 |                                         |

|  | Qualificate alla Liguilla Final |

### Tabella dei totali
| Pos | Squadra     | G  | V  | N  | S  | GF | GS | DR  | P  | Note                                                          |
| --- | ----------- | -- | -- | -- | -- | -- | -- | --- | -- | ------------------------------------------------------------- |
| 1   | LDU Quito   | 36 | 18 | 7  | 11 | 64 | 37 | +27 | 61 |                                                               |
| 2   | El Nacional | 36 | 17 | 8  | 11 | 61 | 45 | +16 | 59 |                                                               |
| 3   | Olmedo      | 36 | 16 | 11 | 9  | 40 | 30 | +10 | 59 |                                                               |
| 4   | Azogues     | 36 | 15 | 7  | 14 | 46 | 51 | -5  | 52 | Qualificata in quanto la LDU Quito si è qualificata due volte |
| 5   | Cuenca      | 36 | 15 | 6  | 15 | 48 | 44 | -4  | 51 |                                                               |
| 6   | D. Quito    | 36 | 14 | 8  | 14 | 43 | 41 | +2  | 50 |                                                               |
| 7   | Emelec      | 36 | 12 | 8  | 16 | 46 | 51 | -5  | 44 |                                                               |
| 8   | Barcelona   | 36 | 12 | 8  | 16 | 38 | 53 | -15 | 44 |                                                               |
| 9   | Macará      | 36 | 10 | 9  | 17 | 46 | 56 | -10 | 39 |                                                               |
| 10  | Imbabura    | 36 | 9  | 12 | 15 | 39 | 63 | -24 | 39 |                                                               |

|  | Campione in carica         |
|  | Advances to Liguilla Final |
|  | Retrocessa in Serie B      |

### Liguilla Final
| Pos | Squadra     | G  | V | N | S | GF | GS | DR  | Bonus | P  | Note        |
| --- | ----------- | -- | - | - | - | -- | -- | --- | ----- | -- | ----------- |
| 1   | LDU Quito   | 10 | 7 | 2 | 1 | 13 | 4  | 9   | 4     | 27 | Nono titolo |
| 2   | Cuenca      | 10 | 4 | 6 | 0 | 12 | 5  | 7   | 2     | 20 |             |
| 3   | Olmedo      | 10 | 4 | 4 | 2 | 9  | 5  | 4   | 3     | 19 |             |
| 4   | Azogues     | 10 | 4 | 2 | 4 | 8  | 8  | 0   | 0     | 14 |             |
| 5   | El Nacional | 10 | 1 | 3 | 6 | 10 | 18 | -8  | 2     | 8  |             |
| 6   | D. Quito    | 10 | 1 | 1 | 8 | 6  | 18 | -12 | 1     | 5  |             |

|  | Campione ecuadoriano e qualificato alla Copa Libertadores 2008 |
|  | Qualificato alla Copa Libertadores 2008                        |
|  | Qualificato alla Copa Libertadores 2008, turno preliminare     |

## Marcatori
| Giocatore            | Squadra           | Gol |
| -------------------- | ----------------- | --- |
| Juan Carlos Ferreyra | Deportivo Cuenca  | 17  |
| Luis Miguel Escalada | LDU Quito         | 16  |
| Christian Lara       | LDU Quito         | 16  |
| Daniel Neculman      | Imbabura          | 16  |
| Pablo Palacios       | Deportivo Quito   | 15  |
| Iván Kaviedes        | El Nacional       | 14  |
| Pedro Galván         | Olmedo            | 13  |
| Germán Castillo      | Deportivo Cuenca  | 12  |
| Jorge Ladines        | Emelec            | 12  |
| Martín Mandra        | Deportivo Azogues | 11  |
| Luis Miguel Garcés   | Macará            | 9   |

## Risultati
| Prima fase | Prima fase  | AZO | BSC | CUE | QUI | NAC | EME | IMB | LDU | MAC | OLM |
| ---------- | ----------- | --- | --- | --- | --- | --- | --- | --- | --- | --- | --- |
| 1.         | Azogues     |     | :   | :   | :   | :   | :   | :   | :   | :   | :   |
| 2.         | Barcelona   | :   |     | :   | :   | :   | :   | :   | :   | :   | :   |
| 3.         | Cuenca      | :   | :   |     | :   | :   | :   | :   | :   | :   | :   |
| 4.         | D. Quito    | :   | :   | :   |     | :   | :   | :   | :   | :   | :   |
| 5.         | El Nacional | :   | :   | :   | :   |     | :   | :   | :   | :   | :   |
| 6.         | Emelec      | :   | :   | :   | :   | :   |     | :   | :   | :   | :   |
| 7.         | Imbabura    | :   | :   | :   | :   | :   | :   |     | :   | :   | :   |
| 8.         | LDU Quito   | :   | :   | :   | :   | :   | :   | :   |     | :   | :   |
| 9.         | Macará      | :   | :   | :   | :   | :   | :   | :   | :   |     | :   |
| 10.        | Olmedo      | :   | :   | :   | :   | :   | :   | :   | :   | :   |     |

| Seconda fase | Seconda fase | AZO | BSC | CUE | QUI | NAC | EME | IMB | LDU | MAC | OLM |
| ------------ | ------------ | --- | --- | --- | --- | --- | --- | --- | --- | --- | --- |
| 1.           | Azogues      |     | :   | :   | :   | :   | :   | :   | :   | :   | :   |
| 2.           | Barcelona    | :   |     | :   | :   | :   | :   | :   | :   | :   | :   |
| 3.           | Cuenca       | :   | :   |     | :   | :   | :   | :   | :   | :   | :   |
| 4.           | D. Quito     | :   | :   | :   |     | :   | :   | :   | :   | :   | :   |
| 5.           | El Nacional  | :   | :   | :   | :   |     | :   | :   | :   | :   | :   |
| 6.           | Emelec       | :   | :   | :   | :   | :   |     | :   | :   | :   | :   |
| 7.           | Imbabura     | :   | :   | :   | :   | :   | :   |     | :   | :   | :   |
| 8.           | LDU Quito    | :   | :   | :   | :   | :   | :   | :   |     | :   | :   |
| 9.           | Macará       | :   | :   | :   | :   | :   | :   | :   | :   |     | :   |
| 10.          | Olmedo       | :   | :   | :   | :   | :   | :   | :   | :   | :   |     |

| Liguilla Final | Liguilla Final | LDU | OLM | CUE | NAC | QUI | AZO |
| -------------- | -------------- | --- | --- | --- | --- | --- | --- |
| 1.             | LDU Quito      |     | 1:0 | 1:1 | 2:0 | 1:0 | 2:0 |
| 2.             | Olmedo         | 2:0 |     | 0:0 | 1:1 | 1:0 | 1:0 |
| 3.             | Cuenca         | 0:0 | 0:0 |     | 3:1 | 2:1 | 1:0 |
| 4.             | El Nacional    | 0:2 | 2:2 | 1:1 |     | 3:1 | 0:2 |
| 5.             | D. Quito       | 1:3 | 0:2 | 0:3 | 2:1 |     | 1:1 |
| 6.             | Azogues        | 0:1 | 1:0 | 1:1 | 2:1 | 1:0 |     |